# Nederlandse kampioenschappen veldrijden 2020
De Nederlandse kampioenschappen veldrijden 2020 werden verreden op zaterdag 11 en zondag 12 januari in Rucphen. Het is de eerste keer dat de nationale kampioenschappen in Rucphen plaatsvinden. Tijdens de kampioenschappen werd er gestreden in twaalf categorieën.

## Uitslagen

### Mannen elite
Mathieu van der Poel was titelverdediger bij de heren, nadat hij in de voorgaande vijf jaren de titel had opgeëist. Hij was ook voor deze editie de torenhoge favoriet, doordat hij bijna alle internationale veldritten, waaraan hij deel nam in het seizoen 2019-2020 met grote voorsprong had weten te winnen.
| Plaats                    | Naam                 | Tijd    |
| ------------------------- | -------------------- | ------- |
| Nederlandse kampioenstrui | Mathieu van der Poel | 1:01:25 |
| Zilver                    | Lars van der Haar    | 00:36   |
| Brons                     | Joris Nieuwenhuis    | 01:04   |
| 4                         | Corné van Kessel     | 02:36   |
| 5                         | Stan Godrie          | 02:55   |
| 6                         | Maik van der Heijden | 03:21   |
| 7                         | Sieben Wouters       | 03:21   |
| 8                         | David van der Poel   | 03:42   |
| 9                         | Gosse van der Meer   | 04:30   |
| 10                        | Kelvin Bakx          | 04:46   |

### Vrouwen elite
Bij de vrouwen was Lucinda Brand titelverdedigster. Naast haar behoorden ook Ceylin del Carmen Alvarado, Annemarie Worst, en Europees Kampioene Yara Kastelijn tot de favorieten.
| Plaats                    | Naam                       | Tijd  |
| ------------------------- | -------------------------- | ----- |
| Nederlandse kampioenstrui | Ceylin del Carmen Alvarado | 42:27 |
| Zilver                    | Annemarie Worst            | 00:11 |
| Brons                     | Lucinda Brand              | 00:13 |
| 4                         | Yara Kastelijn             | 00:13 |
| 5                         | Marianne Vos               | 00:33 |
| 6                         | Geerte Hoeke               | 02:35 |
| 7                         | Maud Kaptheijns            | 02:52 |
| 8                         | Lindy van Anrooij          | 03:21 |
| 9                         | Mascha Mulder              | 03:51 |
| 10                        | Pauliena Rooijakkers       | 04:08 |

### Mannen beloften
De beloften reden mee in dezelfde wedstrijd als de mannen.
| Plaats                    | Naam              | Tijd  |
| ------------------------- | ----------------- | ----- |
| Nederlandse kampioenstrui | Ryan Kamp         | 47:38 |
| Zilver                    | Mees Hendrikx     | 47:56 |
| Brons                     | Pim Ronhaar       | 48:21 |
| 4                         | Bart Artz         | 48:22 |
| 5                         | Luke Verburg      | 49:06 |
| 6                         | Tim van Dijke     | 49:07 |
| 7                         | Mick van Dijke    | 49:08 |
| 8                         | Noah Vreeswijk    | 49:54 |
| 9                         | Koen Van Helvoirt | 49:59 |
| 10                        | Owen Geleijn      | 50:00 |

### Vrouwen beloften
| Plaats                    | Naam                 | Tijd  |
| ------------------------- | -------------------- | ----- |
| Nederlandse kampioenstrui | Inge van der Heijden | 44:27 |
| Zilver                    | Manon Bakker         | 44:40 |
| Brons                     | Aniek van Alphen     | 44:56 |
| 4                         | Susanne Meistrok     | 46:37 |
| 5                         | Hanna van Boven      | 46:43 |
| 6                         | Elodie Kuijper       | 46:45 |
| 7                         | Marlies Vos          | 47:35 |
| 8                         | Maaike de Heij       | 48:02 |
| 9                         | Esther van der Burg  | 48:40 |
| 10                        | Laura van der Zwaan  | 49:14 |

### Jongens junioren
| Plaats                    | Naam               | Tijd  |
| ------------------------- | ------------------ | ----- |
| Nederlandse kampioenstrui | Tibor del Grosso   | 41:56 |
| Zilver                    | Lucas Janssen      | 42:37 |
| Brons                     | Danny van Lierop   | 42:38 |
| 4                         | Hugo Kars          | 43:02 |
| 5                         | Twan van der Drift | 43:11 |
| 6                         | Bailey Groenendaal | 43:12 |
| 7                         | Joppe de Heij      | 43:26 |
| 8                         | Joost Brinkman     | 43:27 |
| 9                         | Tom Schellekens    | 43:37 |
| 10                        | Jordi van Heijst   | 43:41 |

### Meisjes junioren
| Plaats                    | Naam                | Tijd  |
| ------------------------- | ------------------- | ----- |
| Nederlandse kampioenstrui | Shirin van Anrooij  | 42:32 |
| Zilver                    | Puck Pieterse       | 00:20 |
| Brons                     | Fem van Empel       | 02:36 |
| 4                         | Ilse Pluimers       | 02:48 |
| 5                         | Isa Nomden          | 03:28 |
| 6                         | Senne Knaven        | 03:54 |
| 7                         | Iris Offerein       | 05:13 |
| 8                         | Fleur van der Peet  | 05:57 |
| 9                         | Annemoon van Dienst | 06:10 |
| 10                        | Lisa van Helvoirt   | 06:11 |

### Jongens nieuwelingen
| Plaats                    | Naam                | Tijd  |
| ------------------------- | ------------------- | ----- |
| Nederlandse kampioenstrui | David Haverdings    | 32:47 |
| Zilver                    | Jelte Jochems       | 32:55 |
| Brons                     | Menno Huising       | 32:56 |
| 4                         | Jari Prins          | 33:34 |
| 5                         | Juul Nagengast      | 33:34 |
| 6                         | Bart Kortleve       | 33:47 |
| 7                         | Marvin Peters       | 34:01 |
| 8                         | Thijs Bakker        | 34:06 |
| 9                         | Christiaan van Rees | 34:17 |
| 10                        | Daan van Lüling     | 34:19 |

### Meisjes nieuwelingen
| Plaats                    | Naam                | Tijd  |
| ------------------------- | ------------------- | ----- |
| Nederlandse kampioenstrui | Leonie Bentveld     | 26:42 |
| Zilver                    | Mirre Knaven        | 27:00 |
| Brons                     | Lauren Molengraaf   | 27:32 |
| 4                         | Pem Hoefmans        | 27:58 |
| 5                         | Nienke Vinke        | 28:12 |
| 6                         | Julia Kopecký       | 28:14 |
| 7                         | Bibi Verzijl        | 28:18 |
| 8                         | Britt Kerste        | 28:40 |
| 9                         | Jette de Groot      | 28:51 |
| 10                        | Carmen van der Veen | 29:10 |

Kampioenschappen:  Wereldkampioenschappen ·
 Europese kampioenschappen ·
 Belgische kampioenschappen ·
 Nederlandse kampioenschappen
Klassementen:  Wereldbeker ·
 Superprestige ·
 DVV Verzekeringen/IJsboerke Trofee ·
 EKZ CrossTour ·
 TOI TOI Cup ·
 Coupe de France ·
 Copa de España ·
 New England Series
Overig:  Ethias Cross ·
 Rectavit Series
Geen UCI-cat.:  Giro d'Italia Ciclocross
1963 · 
1964 · 
1965 · 
1966 · 
1967 · 
1968 · 
1969 · 
1970 · 
1971 · 
1972 · 
1973 · 
1974 · 
1975 · 
1976 · 
1977 · 
1978 · 
1979 · 
1980 · 
1981 · 
1982 · 
1983 · 
1984 · 
1985 · 
1986 · 
1987 · 
1988 · 
1989 · 
1990 · 
1991 · 
1992 · 
1993 · 
1994 · 
1995 · 
1996 · 
1997 · 
1998 · 
1999 · 
2000 · 
2001 · 
2002 · 
2003 · 
2004 · 
2005 · 
2006 · 
2007 · 
2008 · 
2009 · 
2010 ·
2011 ·
2012 ·
2013 ·
2014 ·
2015 ·
2016 ·
2017 ·
2018 ·
2019 ·
2020 ·
2021 ·
2022 ·
2023 · 2024 · 2025